# 金擇洙
金 擇洙（キム・テクス、Kim Taek-soo、1970年5月20日 - ）は、大韓民国の元卓球選手。光州出身。本貫は光山金氏。1998年アジア競技大会男子シングルス金メダリスト。既婚。
1990年代の韓国卓球チームを劉南奎とともに牽引した。1998年アジア競技大会では当時全盛期であった孔令輝や劉国梁を破って優勝した。また2001年の第46回世界卓球選手権の団体準決勝の中国戦ではラストで劉国正と死闘を演じた。2004年のアテネオリンピックではコーチとして参加。柳承敏のベンチコーチに入り、男子シングルスの決勝で優勝を決めると、柳を抱きかかえて喜びを表した。また、王皓の裏面をストレートに返せないと言う弱点を見抜くなど高いコーチング能力を持っていた。

## プレースタイル
日本や韓国で伝統の日本式ペンホルダーに裏ソフトラバーを貼ったドライブ型の選手。最速で時速120kmを超えるフォアハンドドライブの威力は世界一とも言われた。バックハンドもプッシュだけでなく、ドライブやスマッシュを多用するなど攻撃的だった。また、ペンホルダーの選手にしては、ロビングやフィッシュなどで中陣から後陣でしのぐプレーが多く、ラリーとなる試合もしばしば見られることがあった。

## 主な戦績
- 1991年
  - 第41回世界選手権千葉大会 男子シングルス3位
- 1992年
  - バルセロナオリンピック 男子シングルス銅メダル、男子ダブルス銅メダル（劉南奎と）
  - 男子ワールドカップ（ホーチミン） 準優勝
- 1993年
  - 第42回世界選手権イェーテボリ大会 男子ダブルス3位（劉南奎と）
- 1995年
  - 第43回世界選手権天津大会 男子団体3位
- 1997年
  - 第44回世界選手権マンチェスター大会 男子団体3位
- 1998年
  - 男子ワールドカップ（汕頭） 準優勝
  - 1998年アジア競技大会 男子シングルス優勝
- 1999年
  - 第45回世界選手権アイントホーフェン大会 男子ダブルス3位（朴相俊と）
- 2000年
  - 男子ワールドカップ（揚州） 準優勝
- 2001年
  - 第46回世界選手権大阪大会 男子ダブルス3位（呉尚垠と）、男子団体3位
- 2002年
  - ITTFプロツアー・グランドファイナル（2001 海南） 男子ダブルス優勝（呉尚垠と）
- 2003年
  - 第47回世界選手権パリ大会 男子ダブルス3位（呉尚垠と）
- 2004年
  - 第47回世界選手権ドーハ大会 男子団体3位